# Jaunanna socken
Jaunanna socken (lettiska: Jaunannas pagasts) är ett administrativt område i Alūksne kommun i Lettland.